# Mellanskog

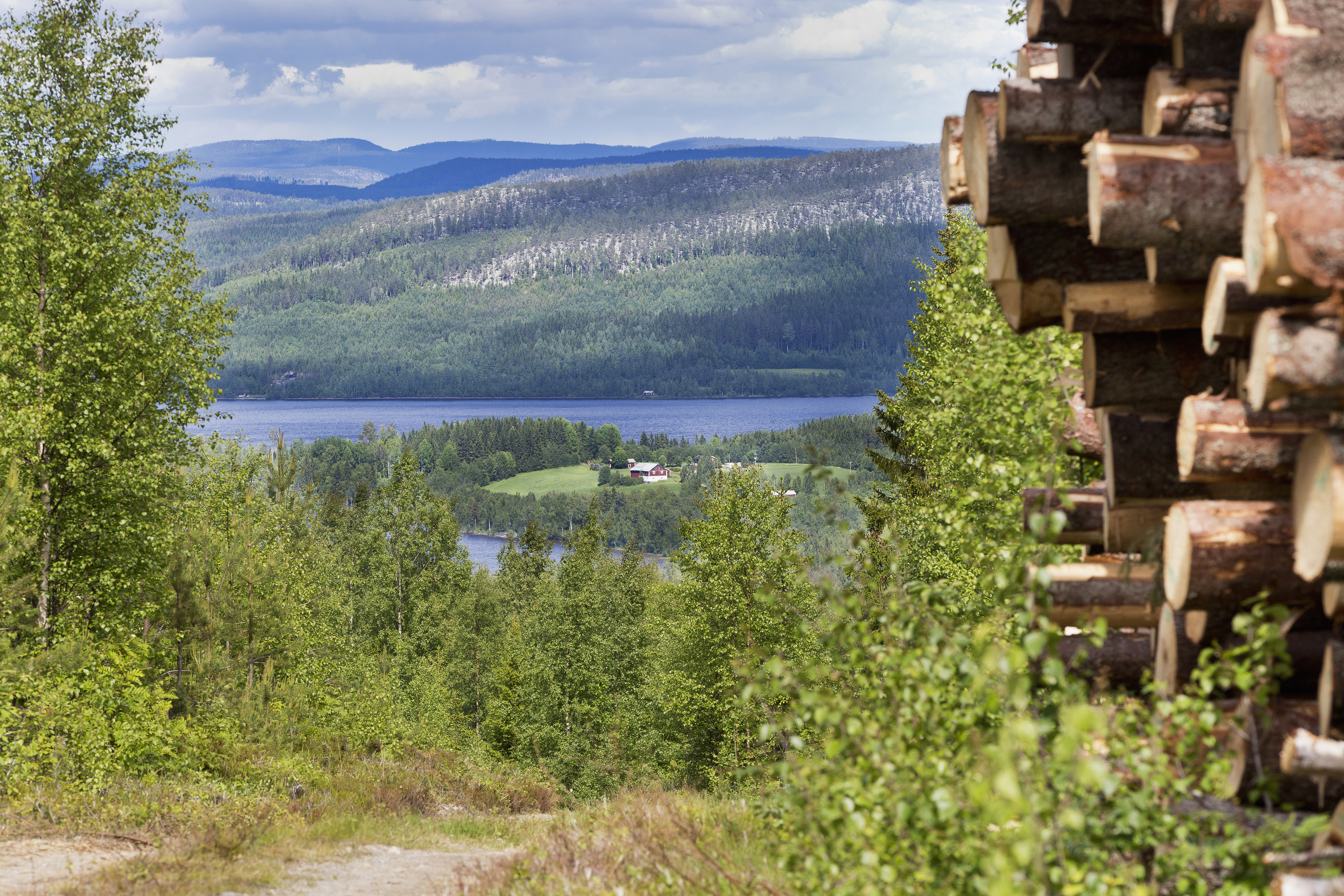
Fotograf: Calle Bredberg.

Mellanskog är en skogsägarförening med verksamhetsområde från Gotland i söder till Härjedalen i norr och ägs av  cirka 28 700 medlemmar. 
Medlemmarna ska få äga och bruka skog på ett fritt, lönsamt och hållbart sätt. Mellanskog är en av Sveriges tre stora skogsägarföreningar (övriga är Norra skog samt Södra Skogsägarna). Föreningens huvudsakliga uppgift är att företräda det privata familjeskogsbruket.
Mellanskog är ett fullserviceföretag som erbjuder allt från avverkning, skogsskötsel, skoglig rådgivning och planering till ekonomiska tjänster tillsammans med samarbetspartners.
Mellanskogs rötter går tillbaka till 1906, då Dalarnas Skogsägarförening grundades. Dagens Mellanskog bildades 1997 genom en fusion mellan Mälarskog och dåvarande Mellanskog. 2002 fusionerade även Västra Skogsägarna med Mellanskog.
Verksamhetsområdet omfattar i huvudsak Upplands, Södermanlands, Gotlands, Örebros, Värmlands, Västmanlands, Dalarnas, Gävleborgs län samt landskapet Härjedalen. Mellanskog har 230 anställda och huvudkontoret ligger i Uppsala.
Mellanskog äger träindustriföretaget Setra Group AB som är ett av Sveriges största träindustriföretag med produktion av sågade varor och vidareförädling.

## Skogsägarrörelsens och Mellanskogs historia
Redan i början på artonhundratalet bildades de första producentkooperativen inom den areella näringen. Gemensamt för föreningarna var att man genom ekonomisk samverkan skulle nå ett bättre resultat än om var och en hade agerat själv. 

### Skogsägarrörelsen växer fram
1903 blossade allvarliga motsättningar i virkesmätningsfrågan upp. Virkesköparna hade bildat inköpskarteller vilket tvingade fram samverkan också bland skogsägarna. Missnöjet kring detta, skärpt skogsvårdslagsstiftning och en ihållande kritik mot bondeskogarnas skötsel gjorde att föreningsbildandet tog fart. 
I slutet av 1800-talet och i början på 1900-talet bildades en rad olika skogsrelaterade föreningar - skogsvårdsföreningar, virkesmätarföreningar, skogshushållsföreningar, träexportföreningar och ideella så kallade bondbolag. 1932 gick de olika föreningarna ihop och bildade den rikstäckande Skogsägarnas Riksförbund. 

### Ursprungsföreningen bildas i Dalarna
Bland alla dessa skogsföreningar som bildades utmärkte sig Dalarnas Skogsägarförening u p a (Utan Personlig Ansvarighet). Redan 1906 blev den nämligen en renodlad ekonomisk förening vilken är ursprunget till dagens Skogsägarna Mellanskog ekonomisk förening. 

### Några årtal i Mellanskogs historia

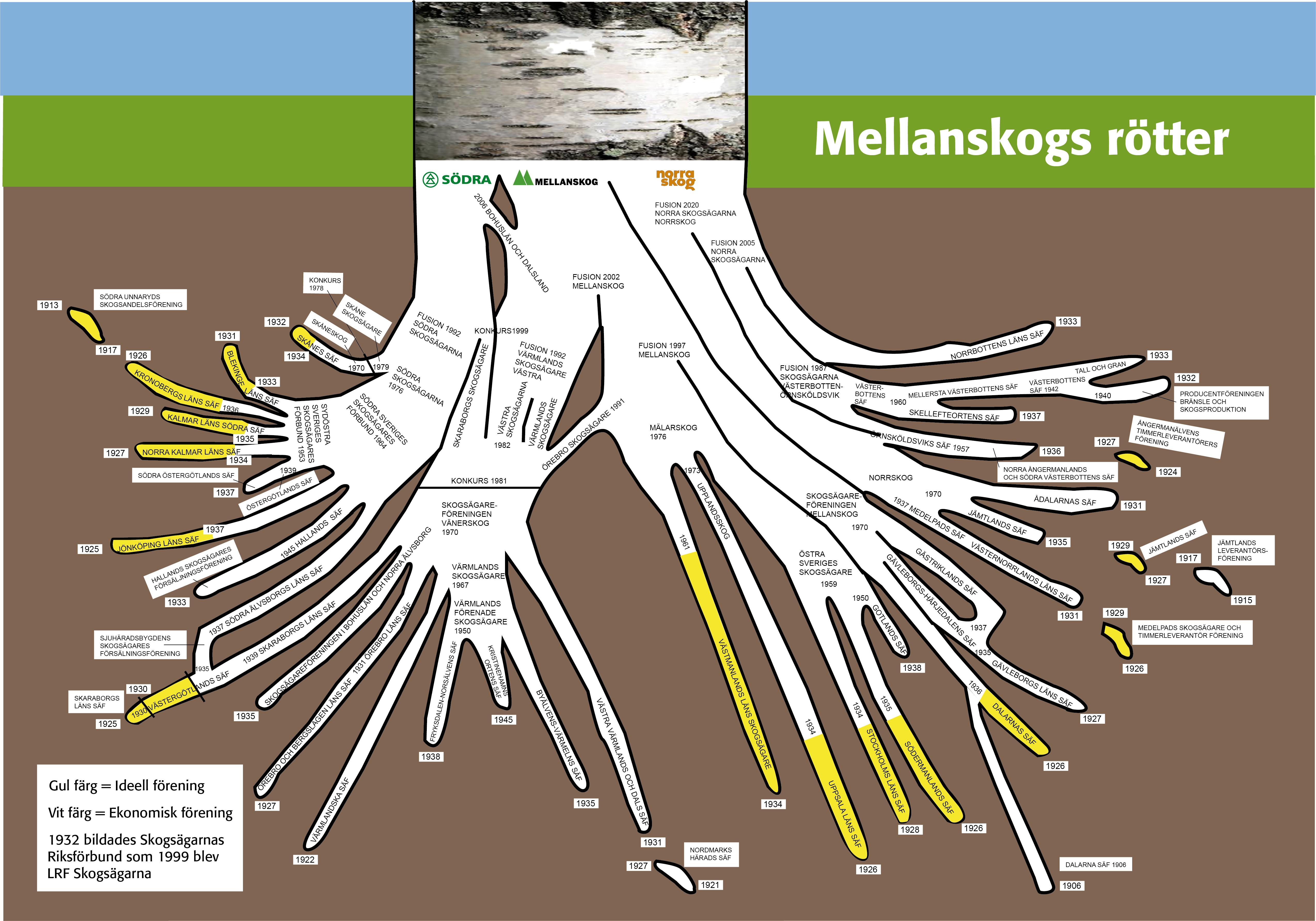
Mellanskogs rötter.

Historien om Mellanskog är en lång kedja av föreningsbildande som leder fram till dagens Mellanskog. 
- Dalarnas Skogsägareförening u p a bildades och hade vid starten cirka 260 medlemmar från olika delar av Dalarna. Redan efter några år var dock verksamheten i föreningen inaktiv.
- 1909 bildades en skogsvårdsförening i Dalarna. 1936 blev det en ekonomisk förening genom att man registrerade nya stadgar för 1906 års förening.
- 1927 bildades Gävleborgs Skogsägarförening u p a med 1 000 medlemmar. Föreningen omorganiserades 1935 och blev två; Gävleborg-Härjedalens Skogsägare och Gästriklands Skogsägareförening.
- 1970 bildas Skogsägareföreningen Mellanskog ekonomisk förening genom fusion mellan Dalarnas, Gävleborg-Härjedalen och Gästriklands Skogsägareföreningar.

Parallellt med denna process utvecklas Mälarskog genom en rad fusioner: 
- 1926 bildades Uppsala ideell förening (ombildas till u p a 1934) och blir 1973 Upplandsskog.
- 1926 bildades Södermanlands ideell förening (ombildas till u p a 1934).
- 1926 bildades Örebro och Bergslagen u p a (upphör 1930).
- 1928 bildades Stockholm ideell förening (ombildas till u p a 1934).
- 1930 Örebro läns Skogsägareförening u p a bildas.
- 1934 Västmanlands u p a bildas.
- 1938 Gotland u p a bildas.
- 1959 bildas Östra Sveriges Skogsägare u p a av Gotland, Södermanland och Stockholm.
- 1976 Mälarskog bildas av Västmanland, Östra Sveriges och Upplandsskog.
- 1991 går Örebro Skogsägare upp i Mälarskog.

1997 bildas dagens Mellanskog genom fusion mellan Mälarskog och Mellanskog. 2002 går Västra Skogsägarna upp i Mellanskog.  

## Mellanskog idag
Skogsägarna Mellanskog är en ekonomisk förening som ägs av cirka 28 700 medlemmar. Föreningens uppgift är att ge en trygg och lönsam avsättning av skogsråvaran genom att arbeta för höga virkespriser, att erbjuda tjänster för att öka värdetillväxten i skogen och för att underlätta skogsägande. Kort sagt: att medverka till en långsiktig och uthållig lönsamhet i medlemmens skogsbruk.
Mellanskog bevakar och slår vakt om familjeskogsbrukets intressen. Familjeskogsbrukare äger ungefär hälften av den svenska skogsmarken. För landet, länet, kommunen och bygden är familjeskogsbruket en betydelsefull näringsgren. dels skapar det  sysselsättning och inkomst för alla som arbetar i skogen och dess sidonäringar, dels är skogen råvarubasen för den viktiga skogsindustrin.

### Mellanskogs hållbarhetsarbete
Mellanskog lämnar över skogarna till nästa generation och ska vara rikare än de skogar Mellanskog har i dag, både ur ett biologiskt mångfaldsperspektiv och ett produktionsperspektiv. Ett aktivt skogsbruk är ett av de bästa sätten att motverka klimatförändringarna. Mellanskog är en del av lösningen på vår tids största utmaning och är stolta över vårt bidrag till ett hållbart samhälle. Det hållbara skogsbruket genomsyrar hela Mellanskogs verksamhet. Förväntningarna från omvärlden är höga och uttrycks bland annat i FN:s globala mål för hållbar utveckling, i lagstiftning från EU och Sverige, i certifieringsstandarder och i den löpande dialogen med kunder, leverantörer och allmänheten. Mellanskog använder flera verktyg för att säkerställa att de håller de fyra hållbarhetslöften.

### Affärsidé
Mellanskog är skogsägare som samverkar för ett fritt, lönsamt och ansvarsfullt skogsbruk. Mellanskog verkar för marknadsmässiga virkespriser samt erbjuder skoglig service som gör det enklare att äga och sköta skog.

### Medlemmar
Ett medlems- och ägarskap i Mellanskog är öppet för alla skogsägare. Som medlem kan även de som bedriver handel med skog och skogsprodukter inom Mellanskogs verksamhetsområde antas om de anses främja Mellanskogs ändamål. Såväl fysiska som juridiska personer kan bli medlemmar.
Från att mestadels ha varit självverksamma skogsbrukare som bott och verkat på sin fastighet, består medlemskåren idag av cirka en fjärdedel utbor, dvs de som inte bor på sin skogsfastighet.

## MellanskogsElmia
I två år arrangerade Mellanskog i samarbete med Elmia MellanskogsElmia, en mässa om skog och skogsbruk. Tanken med mässan var att samla skogsägare, entreprenörer, leverantörer och övriga intresserade av privatägt skogsbruk. Varje mässa hade ett specifikt tema vilket för 2014 var Framtidens skogsbruk. Mässan arrangerades i Saladamm, på Ösby Naturbruksgymnasium med 110 utställare och 5 600 besökare.
2016 hade Mellanskogselmia ett bredare anslag med satsning på familjen tema hållbarhet. Då hade mässan drygt 140 utställare och 4 600 besökare.